# Richard Arnold

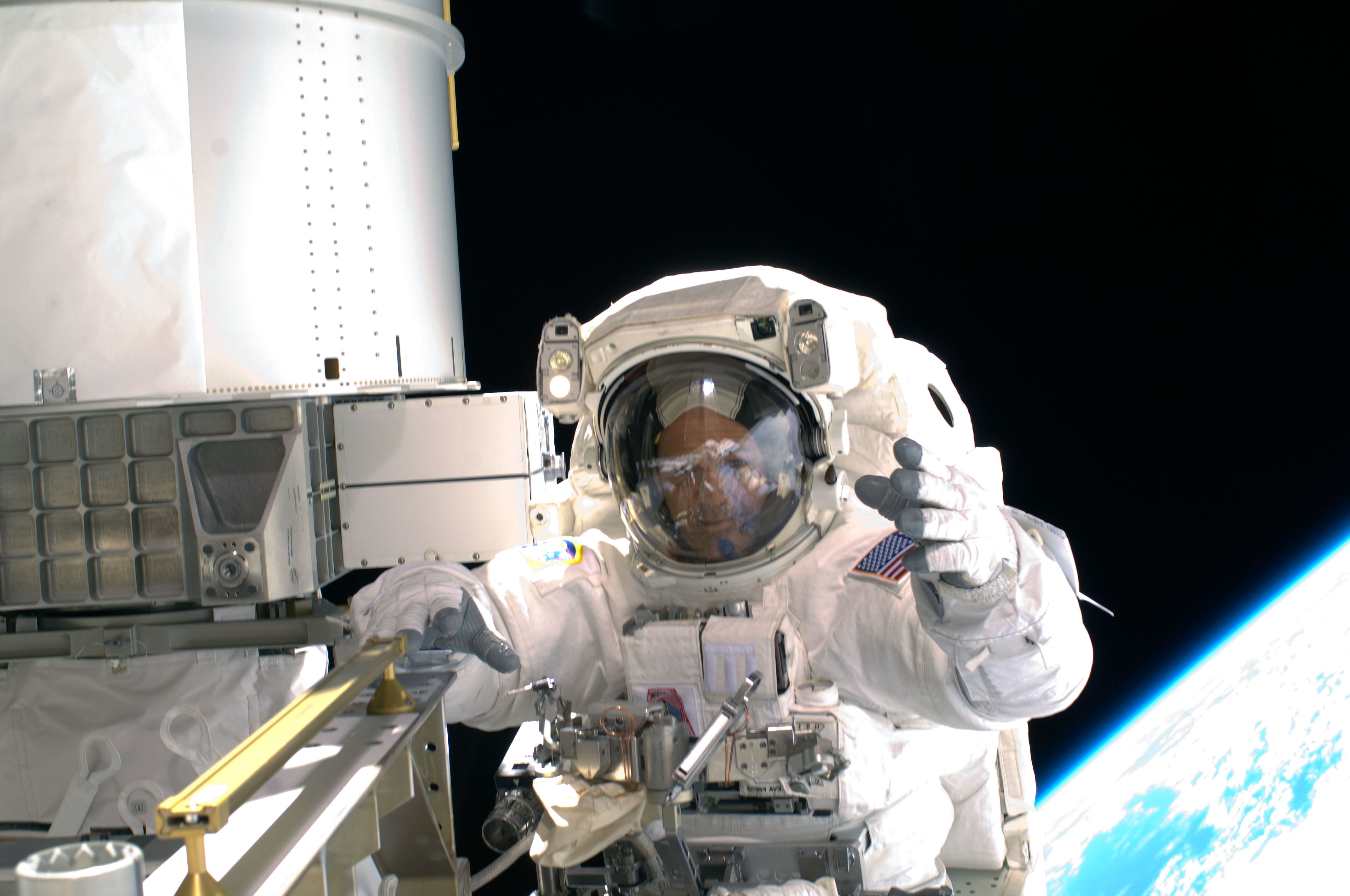
Richard Arnold podczas pracy w otwartej przestrzeni kosmicznej

Richard Robert „Ricky” Arnold II (ur. 26 listopada 1963 w Cheverly w stanie Maryland) – amerykański astronauta, oceanograf i nauczyciel.

## Wykształcenie i praca zawodowa
- 1985 – uzyskał licencjat z rachunkowości na Frostburg State University(inne języki) (Maryland).
- 1987 – pracował w United States Naval Academy jako technik oceanograficzny.
- 1988 – uzyskał dyplom nauczyciela na Frostburg State University. Następnie został zatrudniony w John Hanson Middle School w Waldorf (Maryland) jako nauczyciel przedmiotów przyrodniczych.
- 1992 – na University of Maryland uzyskał magisterium w dziedzinie środowiska morskiego i przybrzeżnego (Marine-Estuarine-Environmental Sciences). Następnie przez rok pracował jako oceanograf, m.in. na żaglowcu szkolno-badawczym, kotwiczącym w Woods Hole na półwyspie Cape Cod.
- 1993–2004 – był nauczycielem przedmiotów matematyczno-przyrodniczych w szkołach amerykańskich działających za granicą.
  - Casablanca American School w Maroku (od 1983)
  - American International School w Rijadzie w Arabii Saudyjskiej (od 1996)
  - International School w Kuala Kencana  w indonezyjskiej prowincji Papua (od 2001)
  - American International School w Bukareszcie w Rumunii (od 2003)

## Praca w NASA i kariera astronauty
- 2004 – został przyjęty do korpusu astronautów NASA (NASA-19(inne języki)) jako kandydat na specjalistę misji-edukatora. Richard Arnold został wybrany do zespołu astronautów w ramach programu „astronauta-edukator” (Educator Astronaut Program). Razem z nim do zespołu trafiło jeszcze dwoje nauczycieli: Dorothy Metcalf-Lindenburger i Joseph Acaba. Ta decyzja NASA miała na celu zainteresowanie młodzieży badaniami przestrzeni kosmicznej. Wkrótce po przyjęciu do NASA Arnold rozpoczął szkolenie specjalistyczne, w ramach którego zapoznał się z budową Międzynarodowej Stacji Kosmicznej (ISS) oraz promu kosmicznego. Odbył również trening przetrwania w warunkach ekstremalnych.
- 2006 – zakończył szkolenie podstawowe uzyskując uprawnienia specjalisty misji-edukatora (Educator Mission Specialist). Następnie został skierowany do Wydziału Stacji Kosmicznej (Space Station Branch) w Biurze Astronautów NASA. Pracował w zespole ds. integracji sprzętu, gdzie zajmował się rozwiązywaniem problemów technicznych wstępujących na linii NASA – JAXA.
- 2007 – w sierpniu wziął udział dziesięciodniowej misji podwodnej NEEMO 13 (NASA Extreme Environment Mission Operations) realizowanej u wybrzeży Florydy przez NASA i National Oceanic and Atmospheric Administration (NOAA). Wspólnie z Arnoldem w eksperymencie uczestniczył również astronauta japoński Satoshi Furukawa oraz dowodzący tą załogą astronauta Nicholas Patrick. Wyniki badań programu NEEMO są wykorzystywane przez NASA m.in. w pracach studialnych nad powrotem astronautów na Księżyc i wyprawą załogową na Marsa. W październiku powierzono Arnoldowi funkcję specjalisty misji-edukatora w załodze STS-119.
- 15–28 marca 2009 – uczestniczył w blisko trzynastodniowej wyprawie STS-119.

Stowarzyszenie Uczestników Lotów Kosmicznych (Association of Space Explorers) przyznało mu Universal Astronaut Insignia za lot orbitalny (nr 489).

## Dane lotu
| Lot kosmiczny, w którym uczestniczył Richard Robert Arnold II            | Lot kosmiczny, w którym uczestniczył Richard Robert Arnold II | Lot kosmiczny, w którym uczestniczył Richard Robert Arnold II | Lot kosmiczny, w którym uczestniczył Richard Robert Arnold II | Lot kosmiczny, w którym uczestniczył Richard Robert Arnold II | Lot kosmiczny, w którym uczestniczył Richard Robert Arnold II | Lot kosmiczny, w którym uczestniczył Richard Robert Arnold II |
| Data startu                                                              | Data lądowania                                                | Statek kosmiczny                                              | Funkcja                                                       | Czas trwania                                                  |                                                               |                                                               |
| ------------------------------------------------------------------------ | ------------------------------------------------------------- | ------------------------------------------------------------- | ------------------------------------------------------------- | ------------------------------------------------------------- | ------------------------------------------------------------- | ------------------------------------------------------------- |
| 15 marca 2009                                                            | 28 marca 2009                                                 | STS-119 Discovery F-36                                        | specjalista misji-edukator                                    | 12 dni 19 godzin 29 minut i 33 sekundy                        |                                                               |                                                               |
| Łączny czas spędzony w kosmosie — 12 dni 19 godzin 29 minut i 33 sekundy |                                                               |                                                               |                                                               |                                                               |                                                               |                                                               |